# Saint-Marcel (Ardenes)
Saint-Marcel és un municipi francès situat al departament de les Ardenes i a la regió del Gran Est. L'any 2007 tenia 330 habitants.

## Demografia

### Població
El 2007 la població de fet de Saint-Marcel era de 330 persones. Hi havia 124 famílies de les quals 24 eren unipersonals (16 homes vivint sols i 8 dones vivint soles), 40 parelles sense fills, 52 parelles amb fills i 8 famílies monoparentals amb fills.
La població ha evolucionat segons el següent gràfic:
Habitants censats

### Habitatges
El 2007 hi havia 143 habitatges, 133 eren l'habitatge principal de la família i 10 estaven desocupats. 124 eren cases i 19 eren apartaments. Dels 133 habitatges principals, 109 estaven ocupats pels seus propietaris, 23 estaven llogats i ocupats pels llogaters i 1 estava cedit a títol gratuït; 3 tenien dues cambres, 23 en tenien tres, 26 en tenien quatre i 81 en tenien cinc o més. 95 habitatges disposaven pel capbaix d'una plaça de pàrquing. A 49 habitatges hi havia un automòbil i a 76 n'hi havia dos o més.

### Piràmide de població
La piràmide de població per edats i sexe el 2009 era:
| Homes | Edats   | Dones |
| ----- | ------- | ----- |
| 0     | 95 o +  | 0     |
| 0     | 90 a 94 | 0     |
| 0     | 85 a 89 | 4     |
| 0     | 80 a 84 | 4     |
| 8     | 75 a 79 | 4     |
| 4     | 70 a 74 | 0     |
| 16    | 65 a 69 | 12    |
| 4     | 60 a 64 | 4     |
| 0     | 55 a 59 | 4     |
| 12    | 50 a 54 | 12    |
| 20    | 45 a 49 | 12    |
| 16    | 40 a 44 | 20    |
| 24    | 35 a 39 | 12    |
| 12    | 30 a 34 | 8     |
| 0     | 25 a 29 | 12    |
| 0     | 20 a 24 | 8     |
| 12    | 15 a 19 | 16    |
| 0     | 10 a 14 | 32    |
| 20    | 5 a 9   | 4     |
| 0     | 0 a 4   | 12    |

## Economia
El 2007 la població en edat de treballar era de 247 persones, 162 eren actives i 85 eren inactives. De les 162 persones actives 154 estaven ocupades (84 homes i 70 dones) i 8 estaven aturades (2 homes i 6 dones). De les 85 persones inactives 36 estaven jubilades, 25 estaven estudiant i 24 estaven classificades com a «altres inactius».

### Ingressos
El 2009 a Saint-Marcel hi havia 138 unitats fiscals que integraven 358 persones, la mediana anual d'ingressos fiscals per persona era de 18.088 €.

### Activitats econòmiques
Dels 7 establiments que hi havia el 2007, 1 era d'una empresa extractiva, 2 d'empreses de fabricació d'altres productes industrials, 2 d'empreses de construcció, 1 d'una empresa de comerç i reparació d'automòbils i 1 d'una entitat de l'administració pública.
Dels 3 establiments de servei als particulars que hi havia el 2009, 1 era un taller de reparació d'automòbils i de material agrícola, 1 paleta i 1 electricista.
L'any 2000 a Saint-Marcel hi havia 10 explotacions agrícoles que ocupaven un total de 854 hectàrees.

## Poblacions més properes
El següent diagrama mostra les poblacions més properes.